# Xabier Eskurza García
Xabier Eskurza (Trapagaran, 17 de gener de 1970) és un exfutbolista basc, que ocupava la posició de migcampista.

## Trajectòria
Sorgeix del planter de l'Athletic Club, tot debutant amb el primer equip a la 89/90. A l'inici de la dècada dels 90 es converteix en una de les joves promeses bilbaínes, disputant una vintena de partits cada temporada, i arribant als 32 la temporada 91/92 i als 35 la temporada 93/94.
L'estiu de 1994 fitxa pel FC Barcelona, però no gaudeix de massa fortuna al Camp Nou, on només juga 15 partits. A l'any següent marxa al València CF. Amb l'equip valencianista qualla dues temporades discretes, sense fer-se un lloc a l'onze titular.
La temporada 97/98 fitxa pel RCD Mallorca, on amb prou feines compta. I a la temporada següent, recala al Reial Oviedo. A l'equip asturià hi disputa 51 partits en dos anys abans de penjar les botes a les acaballes de la temporada 98/99.
En total, Eskurza suma 255 partits i 9 gols a primera divisió.